# Смирнов, Алексей Дмитриевич
Алексей Дмитриевич Смирнов (1908 — 1983) — советский гребец (академическая гребля). Заслуженный мастер спорта СССР (1940). Отличник физической культуры (1956).

## Биография
13-кратный чемпион СССР в различных классах судов. Последнюю свою золотую медаль выиграл на Чемпионате СССР 1951 г., в возрасте 43-х лет.
С 1945 г. на тренерской работе — тренер гребного клуба «Динамо» (Москва). Заслуженный тренер СССР (1965). Тренер сборной команды СССР на ОИ 1952. Воспитал 5-кратную чемпионку Европы Галину Митрохину.
Судья всесоюзной категории по гребле (1957).
Участник Великой Отечественной войны. Кавалер ордена «Красной Звезды». Воевал в Особой мотострелковой бригаде особого назначения, сформированной из спортсменов.

## Награды
- Орден Красной Звезды
- Медаль «За трудовое отличие» (27.04.1957) — «за успехи, достигнутые в деле развития массового физкультурного движения в стране, повышения мастерства советских спортсменов, и успешное выступление на международных соревнованиях»